# Luteïne
Luteïne is een carotenoïde, een gele kleurstof. De naam komt van het Latijn luteus = geel.
Het komt voor in vele planten, echter wordt het meestal commercieel geïsoleerd uit gras, wier, brandnetels of Tagetes soorten. Als additief is het in de EU toegestaan onder E-nummer E161b.
Als voedingssupplement wordt het gebruikt tegen de oogaandoening maculadegeneratie, vaak in aanvulling op zeaxanthine. Nochtans komt zeaxanthine meer voor in het centrum van de gele vlek van het oog en luteïne meer aan de rand. Zeaxanthine is tegen maculadegeneratie mogelijk daarom belangrijker dan luteïne.
Luteïne komt ook voor in het gele lichaam of corpus luteum, en speelt dus een rol in de vruchtbaarheid van de vrouw.
Luteïne komt voor in eieren, groente als spinazie, andijvie, boerenkool en broccoli.
Kiwi's, druiven en sinaasappel zijn ook rijk aan luteïne, maar in fruit komt deze stof in mindere mate voor dan in groente.

## Toxicologie en veiligheid
In extreme dosis kan er verkleuring van de huid optreden.